# Neocoelidia tumidifrons
Neocoelidia tumidifrons är en insektsart som beskrevs av David D. Gillette och Baker 1895. Neocoelidia tumidifrons ingår i släktet Neocoelidia och familjen dvärgstritar. Inga underarter finns listade i Catalogue of Life.